# Мир юрского периода: Господство
«Мир ю́рского пери́ода: Госпо́дство» (англ. Jurassic World Dominion) — американский научно-фантастический боевик 2022 года режиссёра Колина Треворроу. Продолжение фильма «Мир юрского периода 2» (2018) и шестая часть во франшизе «Парк юрского периода». Как и в случае с предшественниками, Фрэнк Маршалл и Патрик Кроули продюсировали фильм, а режиссёр «Парка юрского периода» (1993) Стивен Спилберг выступил в качестве исполнительного продюсера. В фильме снялись Крис Прэтт, Брайс Даллас Ховард, Лора Дерн, Джефф Голдблюм, Сэм Нилл, Омар Си, Изабелла Сермон, Джастис Смит и Даниэлла Пинеда, которые вернулись к своим ролям из предыдущих фильмов франшизы. К ним присоединились ДеВанда Уайз, Мамуду Ати, Кэмпбелл Скотт, Скотт Хейз и Дичен Лакмэн. Дерн, Голдблюм и Нилл повторяют свои роли из трилогии «Парк юрского периода», появившись вместе впервые после фильма 1993 года.
Действие фильма происходит через четыре года после событий предыдущего фильма, когда динозавры теперь живут рядом с людьми по всему миру. Он рассказывает об Оуэне Грейди и Клэр Диринг, когда они отправляются на спасательную миссию, а Алан Грант, Элли Сэттлер и Ян Малкольм работают над разоблачением заговора геномной корпорации Biosyn. Планирование фильма началось в 2014 году, до выхода первого фильма «Мир юрского периода». Съёмки проходили с февраля по ноябрь 2020 года в Канаде, Англии и на Мальте. С предполагаемым бюджетом в 265 миллионов долларов это один из самых дорогих фильмов, когда-либо снятых.
Шестой фильм в серии распространяется Universal Pictures, а премьера состоялась 23 мая 2022 года в Мехико. Картина была показана в кинотеатрах США 10 июня. «Мир юрского периода: Господство» получил в целом негативные отзывы от критиков, хотя расширенная версия была принята лучше и считается улучшением по сравнению с театральной версией. В мировом прокате фильм собрал более $1 млрд, став 3-м кассовым проектом 2022 года, уступив фильмам «Аватар: Путь воды» и «Топ Ган: Мэверик». Продолжение, «Мир юрского периода: Возрождение», выйдет 2 июля 2025 года.

## Сюжет
Спустя четыре года после катастрофического извержения вулкана Сибо на острове Нублар и инцидента в поместье Локвуда, динозавры и другие воссозданные доисторические животные распространились по всему миру и начали существовать среди людей. Столкновение людей с этими животными чаще всего является агрессивностью последних, примером может стать нападение аллозавра на жилой трейлер или разрушение рыболовного судна мозазавром. В настоящее время встречи с динозаврами фиксируются по всему миру. Также появились незаконные чёрные рынки по продаже динозавров, и, чтобы избежать повторных случаев гибридизации, большинство правительств дали BioSyn Genetics разрешение на поимку животных и их перевозку в собственный заповедник в итальянских Доломитовых Альпах, в котором компания занимается фармацевтическими исследованиями. Также в розыск попала Мейзи Локвуд, клонированная дочка покойной Шарлотты Локвуд.
Клэр Диринг, бывший операционный менеджер «Мира юрского периода», работает над защитой динозавров от незаконных селекционных организаций. Она и Зия Родригес проникают глубокой ночью в ранчо динозавров в Неваде, добывая видеодоказательства, чтобы «Департамент Доисторической Дикой Природы» закрыл ранчо и переправил динозавров в более безопасное место, поскольку животных и их детёнышей держат в жестоких условиях. Среди целой толпы детёнышей, содержимых в клетках, один насутоцератопс был размещён отдельно от других. Зия понимает, что он болен и, возможно, не выживет. Клэр решает помочь ему и освобождает его, везя в фургон, где их ждал Франклин Уэбб. Завозя детёныша внутрь, группа замечает, что охранники нацелились на них. Клэр заводит фургон, и со скоростью уезжает из ранчо, но охранники пускаются за ними в погоню и открывают огонь по фургону. Клэр заезжает в закрытую зону, где синоцератопсы, насутоцератопсы и трицератопсы разбивают пикапы охранников, а группа уезжает. В это время Оуэн Грейди и его друзья догоняют стадо паразауролофов на лошадях, поскольку начался сезон охоты. Один из паразауролофов отбивается от стада. Оуэн догоняет его, и бросает ему на шею лассо, но паразауролоф падает с небольшого склона, отчего Оуэн сваливается с лошади на землю. Динозавр встаёт на ноги и пытается бежать, но Оуэн привязывает его к дереву и успокаивает. Они медленно доходят до стада, но по пути браконьер Рейн Делакур и его сообщники, представившись сотрудниками департамента дикой природы, перехватывают их и отнимают у них динозавра. В это время Мейзи Локвуд решает поехать в пригород. Возвращаясь домой, Мейзи проезжает через лесной склад, где работники заметили стадо апатозавров. Решив им помочь, она помогает отвлечь динозавров с помощью сигнальной свечи. Оуэн и Клэр живут в отдалённой хижине в горах Сьерра-Невада, где они тайно заботятся о Мейзи. Они удивлены, когда обученный Оуэном велоцираптор Блю неожиданно прибывает к ним с детёнышем, который появился на свет бесполым путём. Мейзи называет детёныша раптора «Бетой» и постепенно устанавливает связь, аналогичную отношениям между Оуэном и Блю.
Оуэн и Клэр не знали, что BioSyn Genetics, коррумпированная биогенетическая корпорация во главе с Льюисом Доджсоном, разыскивает Мейзи. Разочарованная жизнью в одиночестве и конфликтом с Клэр, Мейзи ускользает в соседний город. В это время Оуэн идёт по следам рапторов, чтобы найти их гнездо, но замечает, как браконьеры похищают Бету. Мейзи только собирается проехать мост на своём велосипеде, как оперативники Доджсона во главе с Делакуром похищают её. Оуэн бежит за Мейзи, но опаздывает, видя, как Делакур бросает велосипед в реку, и уезжает. Добравшись до хижины, люди собираются спасти Мейзи, но когда они выходят из дома, они видят Блю, рассерженную из-за похищения своего детёныша. Оуэн обещает Блю, что вернёт и Бету, и в знак угрозы раптор царапает его руку.
В других местах появились стаи гигантской саранчи, которая уничтожает посевы и угрожает запасам продовольствия в мире. Палеоботаник Элли Сэттлер заметила, что саранча избегает сортов, выведенных BioSyn. Это навело Элли на мысль, что BioSyn разводит их и насылает на посевы своих конкурентов. Элли обращается к палеонтологу и бывшему романтическому партнёру доктору Алану Гранту, который соглашается помочь расследовать операции BioSyn.
Между тем, благодаря информации, предоставленной Клэр правительственными контактами, она и Оуэн выслеживают Мейзи и Бету до Валлетты, где они проникают на чёрный рынок динозавров Эмбер-Клейв. Власти совершают облаву на рынок и непреднамеренно выпускают динозавров, вызывая хаос. В ходе операции Сойона Сантос, маклер Доджсона, выпускает обученных атроцирапторов, которые нападают на героев. Сотрудник BioSyn сообщает Клэр и Оуэну, что Мейзи и Бета отправлены в штаб-квартиру BioSyn в итальянских Доломитовых Альпах. Находясь на рынке, они встречают Кайлу Уоттс, пилота грузового самолёта, которая доставляет живые грузы продавцам на рынке и имеет доступ к штаб-квартире BioSyn. Она соглашается отправить туда Оуэна и Клэр.
Специалист по теории хаоса Ян Малкольм, работающий в BioSyn, приглашает Алана и Элли в штаб-квартиру, чтобы они помогли ему раскрыть противоправную деятельность компании. Им помогает директор по связям с общественностью BioSyn Рамзи Коул, который выступает против Доджсона. Выясняется, что генетик Генри Ву, который также устроился в BioSyn, генетически сконструировал гигантскую саранчу, чтобы она доставляла генетические модификации для культур, но позже насекомые вышли из-под контроля, начав поедать сорта конкурентов, что позволило Доджсону доминировать на рынке сельскохозяйственных семян. Когда Мейзи и Бета доставляются в штаб-квартиру BioSyn, Ву объясняет Мейзи, что дедушка не клонировал её, как ей сказали. Дочь Локвуда, Шарлотта, бывшая коллега Ву по объекту «B» InGen, хотела ребёнка и использовала свою собственную ДНК для создания Мейзи. Шарлотта умерла от генетического расстройства, но она успела изменить ДНК дочери, чтобы предотвратить появление у неё подобного расстройства. Ву считает, что ДНК Мейзи и Беты являются ключом к созданию патогена, способного остановить нашествие гигантской саранчи. Также он говорит Мейзи, что у Блю есть ДНК черногорлого варана, благодаря чему она стала матерью бесполым путём.
По прибытии в воздушное пространство BioSyn, корпорация отключает систему ВСС (Воздушная Система Сдерживания), и кетцалькоатль атакует грузовой самолёт Кайлы. Клэр катапультируется, а Оуэн и Кайла едва переживают аварийную посадку на покрытом льдом озере. Клэр выживает, попадая в лес. Пытаясь расстегнуть ремень, Клэр замечает большого слепого теризинозавра. Теризинозавр, не заметив Клэр, проходит мимо. Заметив косулю, динозавр медленно подходит к нему и убивает его своими большими когтями. Клэр отстёгивается и падает на землю, медленно приближаясь к болоту. Затем она погружается под воду и отплывает, пока разъярённый теризинозавр не уходит. Выплыв из воды, Клэр замечает дым от самолёта Кайлы и думает, что они погибли. В это время Оуэн и Кайла выбираются из своего грузового самолёта и медленно идут к лифту недалеко, но внезапно встречают оперённого теплокровного пирораптора, который к тому же оказывается неплохим пловцом. Оуэн и Кайла убегают, но Оуэн внезапно проваливается под лёд. Пирораптор замечает его и плывёт к нему, пытаясь схватить, но Кайла помогает ему выбраться из-под льда. Пирораптор выпрыгивает из воды и громко рычит. Оуэн с Кайлой убегают к лифту и спускаются в лес, миновав агрессивного хищника. Кайла достаёт аппарат для отслеживания местонахождения сидения Клэр. После этого они становятся свидетелями столкновения гиганотозавра BioSyn с тираннозавром InGen за тушу косули (ранее убитой теризинозавром), в ходе которой гиганотозавр кусает тираннозавра за морду, тем самым прогоняя его. Ближе к ночи Клэр добирается до смотровой башни, где встречается с дилофозаврами, от которых её спасают Оуэн и Кайла, оглушив динозавров электрошокером. Тем временем внутри объекта BioSyn Ян и Рамзи помогают Элли и Алану получить доступ к лаборатории с ограниченным доступом. Они крадут образец саранчи, прежде чем находят Мейзи. После того, как злоумышленников замечают на камерах видеонаблюдения, Доджсон поджигает лабораторию по разведению саранчи. Горящие насекомые вырываются наружу, охватив пламенем весь объект и штаб-квартиру. Доджсон увольняет Яна за разоблачение. После прохождения через лабиринт заброшенных янтарных рудников, в которых живут диметродоны, Алан, Элли и Мейзи находят Яна, а чуть позже — и остальных персонажей фильма. Пытаясь продолжить своё дело в другом месте, Доджсон пытается сбежать с эмбрионами динозавров по монорельсу. Когда электричество отключается, Доджсон оказывается в ловушке в туннеле, где три дилофозавра убивают его.
Гиганотозавр преследует их, пока теризинозавр и выживший тираннозавр InGen не побеждают и не убивают его совместными усилиями.
Группа спасает Ву, который утверждает, что может остановить саранчу. Люди сбегают на самолёте BioSyn. Вернувшись на материк, Ву выпускает модифицированную саранчу, которая несёт патоген, обнаруженный при изучении ДНК Мейзи и Беты, тем самым успешно остановив распространение саранчи.
Элли и Алан возобновляют свои отношения перед тем, как дать показания против BioSyn вместе с Яном и Рамзи. Оуэн, Клэр и Мейзи возвращаются домой, где Бета воссоединяется с Блю. По всему миру динозавры приспосабливаются к сосуществованию с современными животными. Заповедник, больше не принадлежащий BioSyn, объявлен ООН общественным достоянием для охраны динозавров. Тираннозавр InGen встречает двух тираннозавров с острова Сорна.

## В ролях
- Крис Прэтт — Оуэн Грэйди[9]: этолог и бывший сотрудник «Мира юрского периода», который отвечал за дрессировку велоцирапторов. Парень Клэр и приёмный отец Мейзи.
- Брайс Даллас Ховард — Клэр Диринг[9]: бывший менеджер «Мира юрского периода» и основательница «Группы защиты динозавров». Девушка Оуэна и приёмная мать Мейзи.
- Лора Дерн — доктор Элли Сэттлер[10]: палеоботаник и одна из консультантов, приехавших в оригинальный «Парк юрского периода» Джона Хаммонда.
- Джефф Голдблюм — доктор Ян Малкольм[10]: математик-хаосолог, бывший консультант «Парка юрского периода» и ключевая фигура, причастная к инциденту в Сан-Диего в 1997 году.
- Сэм Нилл — доктор Алан Грант[10]: палеонтолог, с которым консультировались при создании «Парка юрского периода» и переживший инцидент на острове Сорна в 2001 году.
- ДеВанда Уайз — Кайла Уоттс[11][12]: пилот и продавец доисторических существ на чёрном рынке, которая помогает Оуэну и Клэр в их миссии.
- Мамуду Ати — Рамзи Коул: руководитель по коммуникациям компании «Biosyn Genetics»[13].
- Изабелла Сермон — Мейзи Локвуд[14]: дочь-клон Шарлотты Локвуд, зачатая с помощью клонирования. В фильме «Мир юрского периода 2» она выпустила динозавров на материковую часть США и стала приёмной дочерью Оуэна и Клэр. Изабелла также исполнила роль Шарлотты в детстве[15].
- Кэмпбелл Скотт — Льюис Доджсон[16]: генеральный директор компании «Biosyn Genetics», конкурента «InGen». Ранее этот персонаж был сыгран Кэмероном Тором в фильме «Парк юрского периода».
- Скотт Хейз — Рэйн Делакурт, преступник и браконьер, которого разыскивает ЦРУ. Был нанят Сойоной Сантос для похищения велоцираптора «Бета» и Мейзи Локвуд.
- Б. Д. Вонг — Доктор Генри Ву[17]: главный генетик, который стоит за программами клонирования динозавров в «Парке юрского периода» и «Мире юрского периода».
- Омар Си — Барри Сембен[18][19]: дрессировщик животных, работал с Оуэном в «Мире юрского периода». Впоследствии стал агентом ЦРУ, расследуя чёрный рынок на Мальте.
- Джастис Смит — Франклин Уэбб[20]: бывший IT-специалист «Мира юрского периода» и системный аналитик по защите прав динозавров, который вскоре вступил в ряды ЦРУ.
- Даниэлла Пинеда — Доктор Зия Родригес[20]: палеоветеринар, которая борется за права динозавров.

Дичен Лакмэн сыграла Сойону Сантос, контрабандистку динозавров; Кристоффер Полаха сыграл Уайатта Хантли, офицера ЦРУ, работающего под прикрытием в качестве одного из людей Делакурта; Калеб Хирон сыграл Джереми Бернье, аналитика ЦРУ; Фрея Паркер сыграла Дениз Робертс, сотрудницу Biosyn; Варада Сету сыграла Ширу, офицера организации «Департамент Доисторической Дикой Природы», а Димитрий «Vegas» Тивайос сыграл мальтийского наёмника. Джейн Дуглас из OutsideXbox появился в камео в роли учёного Biosyn.

## Производство

### Разработка
Во время ранних разговоров о фильме «Мир юрского периода» исполнительный продюсер Стивен Спилберг сказал режиссёру Колину Треворроу, что он заинтересован в том, чтобы снять больше фильмов. В апреле 2014 года Треворроу объявил, что обсуждались продолжения «Мира юрского периода». Он сказал, что они хотят создать что-то «менее произвольное и эпизодическое», что могло бы «потенциально вступить в серию, которая будет ощущаться как полная история». Позже, когда его спросили, сколько планирования он вложил в трилогию во время съемок «Мира юрского периода» в 2014 году, он ответил, что знает, чем закончится история. Он сказал, что планирование начала, середины и конца трилогии «имеет решающее значение для такой франшизы, если вы действительно хотите привести людей с собой и убедиться, что они остаются заинтересованными. Это нужно продумать на этом уровне. Это не может быть произвольным […] У более ранних фильмов „Парк юрского периода“ были довольно чёткие концовки. Они были гораздо более эпизодическими».
В мае 2015 года Треворроу выразил желание, чтобы другие режиссёры работали над будущими фильмами, полагая, что они могут привнести в серию различные качества: «Я думаю, что это одна из тех франшиз — как „Миссия невыполнима“, и как то, что они сейчас делают со „Звёздными войнами“, которые действительно выиграют от новых голосов и новых точек зрения. […] В дальнейшем, глядя на то, как работают франшизы, я вполне уверен, что это правильный ответ на этот вопрос. Нам нужно держать его новым и постоянно меняться и постоянно позволять ему развиваться». Он сказал, что серия не всегда будет посвящена тематическому парку динозавров, будущие фильмы могут исследовать концепцию сосуществования динозавров и людей.

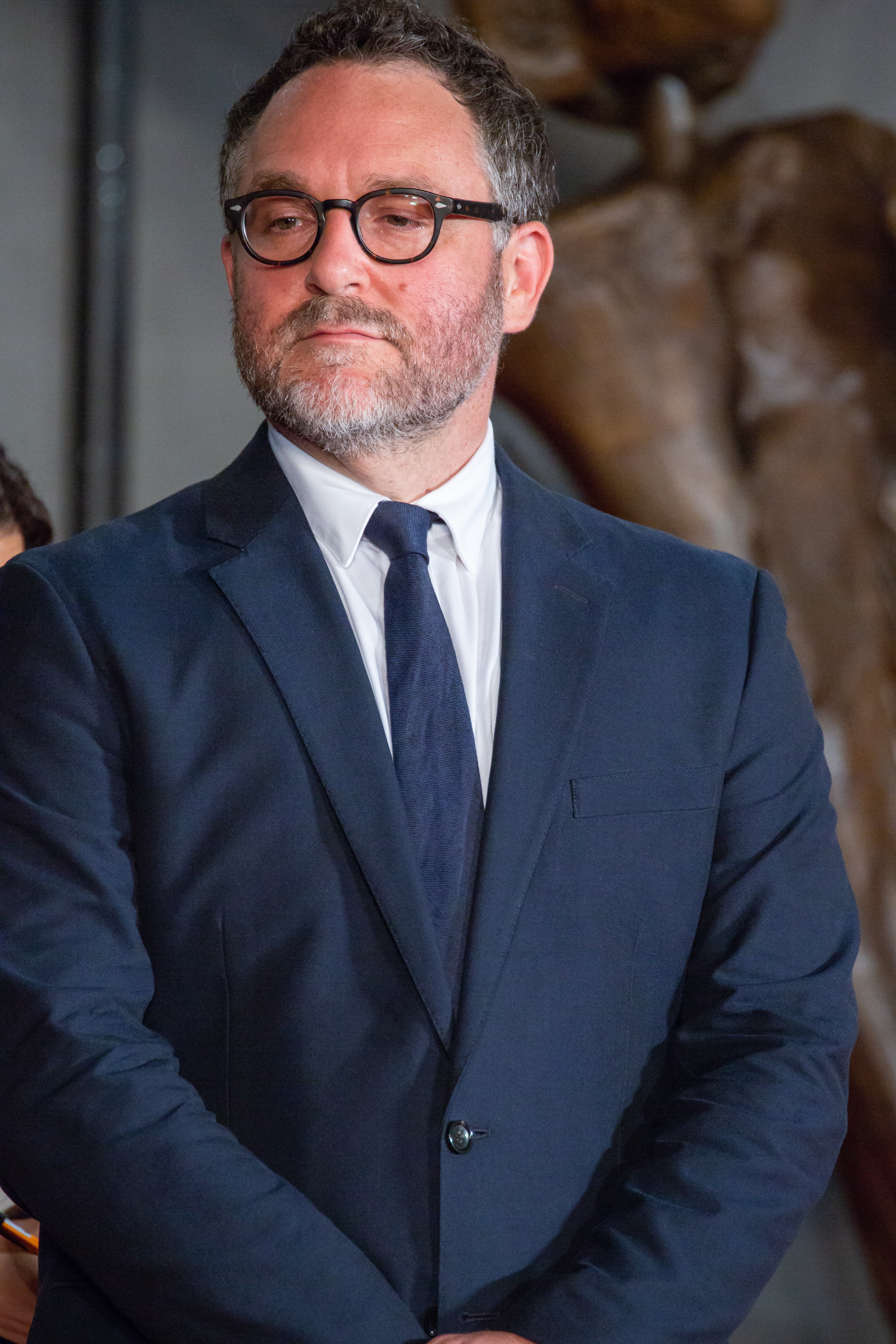
Колин Треворроу вернулся в качестве режиссёра, со-сценариста и исполнительного продюсера

Продюсер «Мира юрского периода» Фрэнк Маршалл в 2015 году подтвердил планы по третьему фильму «Мир юрского периода», а председатель Universal Pictures Донна Лэнгли сказала, что у Треворроу и Спилберга была идея для сюжета фильма. Крис Прэтт, который играл Оуэна в фильме «Мир юрского периода», подписал контракт на будущие фильмы в серии. Треворроу сказал, что дружба в «Мире юрского периода» между Оуэном и Барри (в исполнении Омара Си) может продолжиться в продолжениях. Он также сказал, что персонаж Брайс Даллас Ховард, Клэр, будет развиваться больше всего во время трилогии «Мир юрского периода».

### Предпроизводство
В феврале 2018 года Universal объявила, что безымянный фильм, тогда известный как «Мир юрского периода 3», выйдет 11 июня 2021 года. Также было объявлено, что Треворроу напишет сценарий с Эмили Кармайкл, основанный на сюжете Треворроу и его партнёра по сценарию, Дерека Коннолли (который работал с ним над сценариями для предыдущих фильмов «Мир юрского периода»). Как и в предыдущих фильмах, Маршалл и Патрик Кроули стали продюсерами, а Треворроу и Спилберг вернулись в качестве исполнительных продюсеров.
Через месяц после объявления Треворроу также был утверждён в качестве режиссёра. Хуан Антонио Байона был режиссёром предыдущего фильма, «Мир юрского периода 2»; Треворроу был вдохновлён работой Байоны над фильмом, сказав, что это «заставляло меня захотеть закончить то, что мы начали». Спилберг также попросил Треворроу вернуться в качестве режиссёра.
Треворроу был назначен режиссёром фильма «Звёздные войны: Эпизод IX», но покинул проект в сентябре 2017 года. «Эпизод IX» был финалом трилогии сиквелов «Звёздных войн», Треворроу описал его как «тренировку» для «Мира юрского периода: Господство», который также считается финальным фильмом. Он использовал свой опыт проекта «Звездные войны», также к нему присоединились несколько членов его съёмочной группы. Legendary Entertainment со-финансировала два предыдущих фильма, но не участвовала в третьем, так как её пятилетний контракт с Universal истёк в 2018 году.

### Сценарий

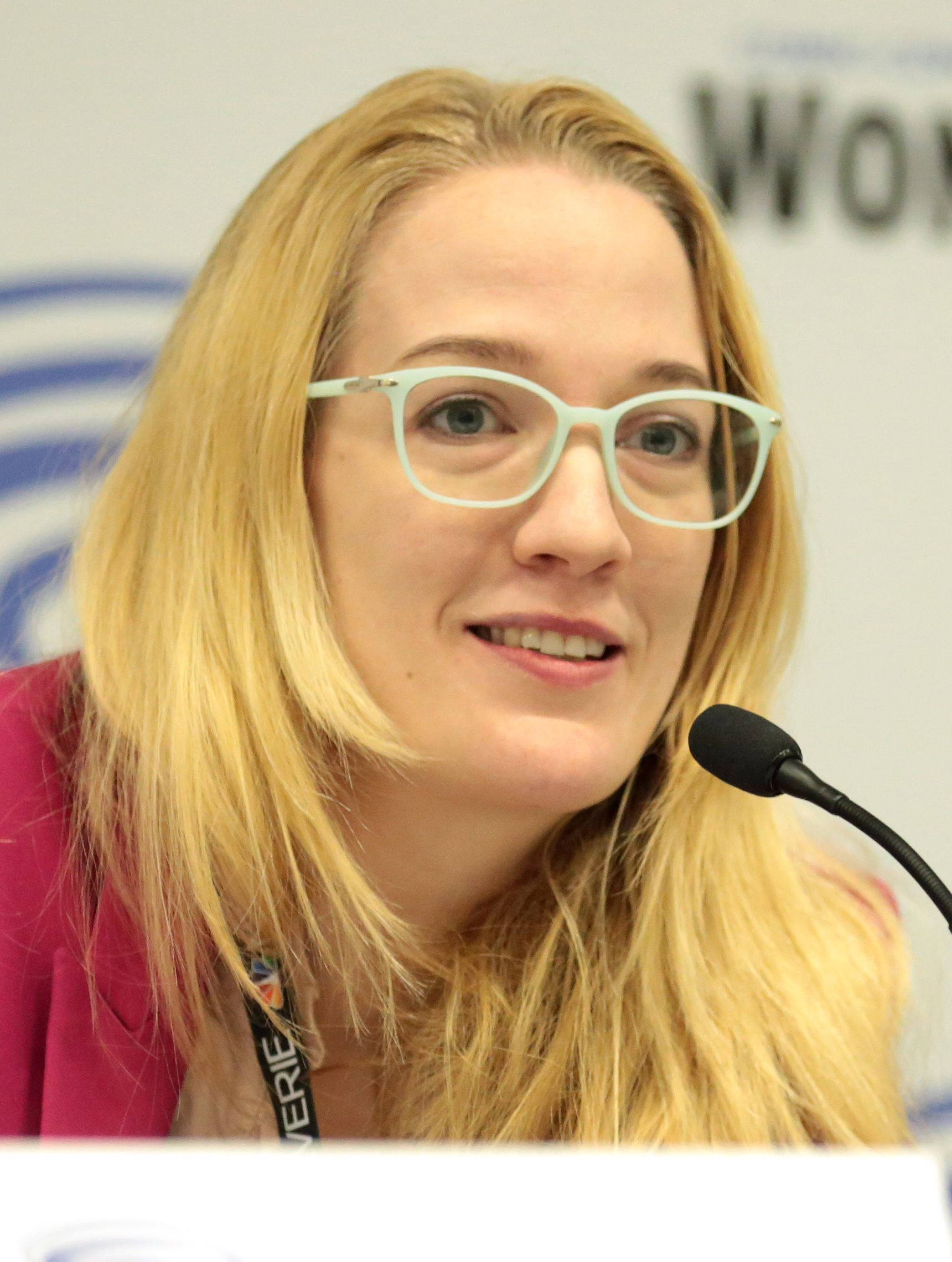
Эмили Кармайкл написала сценарий в соавторстве с Треворроу

Треворроу познакомился с Кармайкл в 2015 году, после просмотра её короткометражного фильма. Впечатлённый сценарием Кармайкл к фильму «Тихоокеанский рубеж 2» и ремейку к фильму Чёрная дыра", он выбрал её в качестве со-сценариста «Мира юрского периода 3». Треворроу и Кармайкл писали сценарий в апреле 2018 года. Треворроу сказал, что третий фильм будет «научным триллером», описывая его как фильм «Мир юрского периода», который будет наиболее точно соответствовать тону «Парка юрского периода». Он сказал о третьем фильме и его предшественниках: «У меня есть фильм о динозаврах, который я всегда хотел посмотреть, и потребовалось два фильма, чтобы заработать его». Позже Треворроу описал фильм как «празднование всего, что существовало во франшизе до сих пор», и сравнил его с Джейсон Борном и фильмами о Джеймсе Бонде.
Во время разработки «Мира юрского периода 2» в 2015 году Треворроу сказал, что сюжетная линия этого фильма может включать в себя превращение динозавров в открытое программное обеспечение: ряд организаций по всему миру могут создавать собственных динозавров для различных целей. Сцены и концепции об интеграции динозавров в мир были удалены из сценария второго фильма, чтобы сохранить их для третьего фильма. По словам Байоны, "Были моменты, когда мы думали, что это больше похоже на сцену «[Мира] юрского периода 3», поэтому мы убрали их из сценария. Некоторые из тех сцен, которые, как мы думали, лучше увидеть в мире, где динозавры распространились по всему миру. Колин время от времени приходил ко мне и говорил: «Я хочу, чтобы этот персонаж сказал эту фразу, потому что это момент, который отсылается на то, что я хочу использовать в „Мире юрского периода 3“».
Треворроу не хотел изображать динозавров, терроризирующих города, что он считал нереальным. Он хотел почтить романы Майкла Крайтона «Парк юрского периода» и «Затерянный мир», полагая, что люди и динозавры, «сражающиеся на городских улицах — другой вид фильма, чем то, что он сделал бы». Треворроу описал мир, где «динозавр может выбежать перед вашей машиной на туманной дороге или вторгнуться в ваш кемпинг в поисках еды. Мир, где взаимодействие с динозаврами маловероятно, но возможно — так же, как мы следим за медведями или акулами. Мы охотимся на животных, торгуем ими, держим их, разводим, вторгаемся на их территорию и платим цену, но не вступаем с ними в войну».
О реализме фильма Треворроу сказал, что динозавры не будут «везде всё время». Я думаю, что любое глобальное признание того, что они просто рядом, не кажется мне реальным, потому что даже сейчас, когда вы думаете о животных, когда вы в последний раз видели тигра, идущего по улице? Мы знаем, что есть тигры. Мы знаем, что они там. Но для меня очень важно, чтобы мы сохранили это в контексте наших отношений с дикими животными сегодня". Для вдохновения он смотрел серии сериала «Планета Земля» и фильмы о вторжении инопланетян с реалистичной перспективой. Треворроу сказал, что его целью для трилогии «Мир юрского периода» было опровергнуть фразу Клэр в первом фильме («Никого больше не впечатляет динозавр») в финальном фильме.
Благодаря вкладу Кармайкла и актёров, сюжетная линия фильма развивалась из первоначального видения Треворроу. Во время производства предыдущих фильмов «Мир юрского периода» Говард вёл список возможных идей для финального фильма (включая детёныша хищника и подземный рынок динозавров на Мальте). Треворроу проконсультировался со списком во время написания сценария с Кармайкл. Он считал мальтийский чёрный рынок отходом от сцены аукциона динозавров во втором фильме: «Я чувствовал, что то, что на самом деле произойдет, — это улей отбросов и злодея. Я хотел это увидеть».
Сценаристы хотели, чтобы доктор Элли Сэттлер, палеоботаник в трилогии «Парк юрского периода», возглавила сюжет в «Господстве». Треворроу консультировался с учёными по поводу идей сюжета, стремясь изобразить глобальный экологический кризис, вызванный генетической фальшивкой, которая впервые была бы замечена палеоботаником. Он узнал о Insect Allies (программа DARPA, в которой насекомые распространяют пестициды на посевы), которая вдохновила на сюжет саранчи в фильме. Треворроу и Кармайкл также проконсультировались со сценаристами Майклом Арндтом и Кристи Уилсон-Кэрнс, а также Дэвидом Кеппом, который написал сценарии к первым двум фильмам «Парк юрского периода». Кепп и Уилсон-Кэрнс провели по несколько недель, выполняя неуказанную работу над сценарием..
Треворроу хотел, чтобы фильм исследовал идею динозавров, созданных другими людьми, помимо доктора Генри Ву. Он сказал, что Ву, как единственный человек, который знал, как создать динозавра, был надуман «после 30 лет существования этой технологии» во вселенной фильмов. Biosyn, которая появляется в романах Крайтона, но отсутствует в их экранизациях, дебютирует в «Господстве». Треворроу также хотел увидеть возвращение Льюиса Доджсона, известного персонажа в романах, который ненадолго появился в первом фильме «Парк юрского периода».
Другими возвращающимися персонажами из оригинальной трилогии являются доктора Алан Грант и доктор Ян Малкольм, присоединяющиеся к Сэттлер. По словам Треворроу, достижение баланса экранного времени для троицы и новых персонажей было самым сложным аспектом развития сюжета фильма. Ву, который также появился в первом фильме и фильмах «Мир юрского периода», также вернулся. Также рассматривалось другие персонажи из серии, включая Лекса, Тима Мёрфи и Келли Кертис, но Треворроу чувствовал, что в фильме достаточно возвращающихся персонажей. Спилберг посоветовал Треворроу помнить о важности персонажей фильма: «Не забывайте, что это люди. Это реальные люди, учёные, родители, переживающие что-то впечатляющее, что-то фантастическое».

### Кастинг
В 2017 году Лора Дерн (которая играла Сэттлер в трилогии «Парк юрского периода») выразила интерес к повторению своей роли. В апреле 2018 года Треворроу объявил, что Прэтт и Ховард повторят свои роли вместе с другими актёрами, представленными в втором фильме. Позже в том же году Ховард сказала, что её главным желанием для фильма было включить больше персонажей из трилогии «Парк юрского периода», включая Сэттлер и Малкольма (Джефф Голдблюм). Треворроу также предположил, что Сэм Нил может повторить свою роль Гранта.
В сентябре 2019 года было подтверждено, что Нил, Дерн и Голдблюм вернутся в главных ролях. Фильм знаменует собой первые появления Нила и Дерн в серии со времён «Парк юрского периода III». Это также первое совместное появление троицы в кино со времён оригинального фильма «Парк юрского периода», хотя Голдблюм ненадолго повторил свою роль в «Мире юрского периода 2». Голдблюм и Нил снялись в своем продолжении «Парка юрского периода», но Треворроу считал «Господство» фильмом Дерн, потому что его сюжет частично обусловлен её персонажем. Треворроу сотрудничал с тремя актёрами, чтобы гарантировать, что их образы будут соответствовать предыдущим фильмам. Он сказал, что фильм ответит на вопросы о персонажах: «Кто эти люди сейчас? Что они делают из нового мира, в котором они живут, и как они относятся к тому, чтобы быть частью его истории?». Треворроу, Дерн и Нил договорились о романтическом воссоединении Гранта и Сэттлер. Нил сказал, что он придёт в форму для своей роли, если будет бегать.
Мамуду Ати и ДеВанда Уайз были выбраны на главные роли в октябре 2019 года, без прослушивания. Треворроу был впечатлен выступлением Ати в фильме «Как не стать президентом», а Уайз была выбрана после того, как Треворроу увидел её в телесериале «Ей это нужно позарез». Б. Д. Вонг повторил свою роль Ву из предыдущих фильмов, также вернулись актёры второго фильма Джеастис Смит, Даниэлла Пинеда и Изабелла Сермон.
В начале 2020 года актёры «Мира юрского периода» Джейк Джонсон и Омар Си также должны были вернуться в качестве своих соответствующих персонажей, Лоури и Барри, а Дичен Лакмэн и Скотт Хейз были выбраны в роли новых персонажей. Кэмпбелл Скотт был объявлен в июне 2020 года в роли Доджсона; роль, которую сыграл Кэмерон Тор в оригинальном фильме «Парк юрского периода», была переделена для «Мира юрского периода: Господство» после тюремного заключения Тора за сексуальное насилие. Прэтт сравнил «Мир юрского периода: Господство» с фильмом «Мстители: Финал», в котором он снялся; ряд персонажей из предыдущих фильмов вернулись. Энди Бакли (сыгравший Скотта Митчелла в «Мире юрского периода») сказал, что он подписал контракт, чтобы повторить свою роль, но его персонаж был убран при переписи сценария.

### Съёмки
19 февраля 2020 года производственное подразделение использовало беспилотники для съёмок воздушных сцен в Cathedral Grove на канадском острове Ванкувер. Съёмки начались 24 февраля в Британской Колумбии, а название фильма было объявлено на следующий день. Канадские съёмки закончились в начале марта 2020 года. Производство переехало в Англию, где основным местом была Pinewood Studios (объект, используемый для второго фильма). Съёмки также были проведены на Мальте.
Бюджет фильма составил от 165 до 265 миллионов долларов. Джон Шварцман был оператором, вернувшись на эту должность после работы с Треворроу над первым фильмом и в процессе стал первым человеком, который работал в качестве оператора в двух фильмах «Парк юрского периода». Шварцман закончил съёмки фильма «Дьявол в деталях» в декабре 2019 года, оставив ему всего девять недель на подготовку к «Господству». Он снял фильм с помощью 35-мм киноплёнки, 65-мм киноплёнки и VistaVision. Некоторые ночные сцены были сняты в цифровом виде, чтобы помочь команде визуальных эффектов во время постпроизводства. Для большинства съёмок Треворроу предпочитал избегать использования нескольких камер одновременно. Второй этап съёмок был осуществлён Дэном Брэдли.
Фильм был снят под рабочим названием «Аркадия», в честь корабля, который перевозил динозавров на материковую часть США в предыдущем фильме.

#### Пандемия COVID-19
Съёмки были приостановлены в марте 2020 года в качестве меры предосторожности из-за пандемии COVID-19, решение о возобновлении производства первоначально ожидалось в течение нескольких недель. Во время задержки создатели фильма сэкономили время, выполняя постпроизводство над уже снятыми сценами. Большинство из этих сцен включали динозавров, что позволило команде визуальных эффектов начать над ними работу.
Universal подтвердила, что съёмки возобновятся в июле 2020 года в Pinewood Studios. Компания планировала потратить около 5 миллионов долларов на протоколы безопасности, включая тысячи тестов на COVID-19 для каждого актёра и члена съёмочной группы (которые будут протестированы до возобновления производства и несколько раз во время съёмок). Медицинскому учреждению поручено провести анализы, врачи и медсёстры были во время съёмок. Актёры и съёмочная группа получили обучение COVID-19, а набор Pinewood включал в себя 150 станций дезинфицирующего средства для рук и 1800 знаков безопасности, чтобы напомнить им о мерах предосторожности, таких как социальное дистанцирование. Также были построены проходные станции для проверки температуры. Все члены съёмочной группы должны были носить маски, за исключением актёров во время съёмок. Актёры получили 109-страничный документ с изложением протоколов безопасности. Производственная команда из 750 человек была разделена на две группы, при этом большая группа состояла из членов съёмочной группы, участвующих в строительстве, реквизите и других предсъёмочных мероприятиях. Меньшая группа состояла из Треворроу, актёрского состава и основных членов съёмочной группы.
Съемки возобновились 6 июля 2020 года. Английский отель был арендован Universal на оставшуюся часть съёмок, служа защитным «пузырём» для актёров и съёмочной группы. Обе группы находились на карантине в отеле в течение двух недель, прежде чем съёмки возобновились, а затем им разрешили бродить по отелю без социального дистанцирования или ношения масок. Актёры и сотрудники отеля проходили тестирование три раза в неделю. Аренда отеля в сочетании с мерами предосторожности в связи с COVID-19 убедила актёров в том, что возобновить съёмки будет безопасно. Треворроу поощрял актёров внести предложения относительно своих персонажей. Он и актёры сформировали близкие отношения, когда они жили вместе в течение четырёх месяцев, что позволило им создавать персонажей «так, как у меня никогда бы не было возможности сделать», если бы не протоколы пандемии. Меры безопасности обошлись примерно в 9 миллионов долларов, включая отель. Фильм был одним из первых крупных фильмов, производство которых возобновилось во время пандемии, и стал примером для других крупных постановок о том, как возобновить производство. Universal считала фильм идеальным для возобновления; для него требовалось несколько реальных мест за пределами студийных съёмок, а также был относительно небольшой актёрский состав и несколько статистов. Более раннее начало съёмок в Англии также облегчило возобновление.
Нил, Дерн и Голдблюм начали съёмки в начале августа. К тому времени четыре члена съёмочной группы в Англии получили положительный результат теста на COVID-19; ещё четверо получили положительный результат на Мальте после прибытия туда до начала производства. Основная съёмочная группа должна была осуществлять съёмки на Мальте вместе с Прэттом, Ховард и Нилом, но эти планы были отменены после увеличения случаев COVID-19. В итоге Великобритания добавила Мальту в свой список стран, из которых прибывающие должны находиться на карантине в течение 14 дней. Сцены, снятые на Мальте, были переписаны Треворроу, а декорации были перенастроены для продолжения съёмок. Актёры больше не участвовали в съёмках на Мальте, которые осуществлялись вторым подразделением под руководством Брэдли. Съёмки на Мальте начались в конце августа и продлились до сентября. После Мальты съёмки продолжились на Pinewood Studios.
Из-за переноса даты выхода, вызванного пандемией, Треворроу и Джонсон изо всех сил пытались найти идеальное время в расписании актёра для съёмок. В конечном итоге Джонсону пришлось отказаться от проекта из-за карантина и ограничений на поездки, которые не позволили ему приехать на съёмку. Пинеда появляется в начале фильма, и должна была сняться и в более поздней сцене, но этому помешали карантинные ограничения. Варада Сету подписала контракт, чтобы заменить её в более поздней сцене в роли другого персонажа.
Съемки замедлились 7 октября после того, как несколько человек получили положительный результат теста на COVID-19. Хотя позже у людей был отрицательный результат теста, протоколы безопасности фильма требовали двухнедельного карантина. Во время приостановки съёмок основные актёры продолжали снимать второстепенные сцены до того, как полное производство возобновилось в конце месяца. Съёмки закончились 7 ноября, спустя почти 100 дней. Как и в предыдущих фильмах, Спилберг был минимально вовлечён во время съёмок; протоколы COVID-19 не позволили бы ему посетить съёмки.

#### Места съёмок и декорации
Треворроу хотел, чтобы действие фильма происходило в местах, ранее не показанных в серии, включая Мальту и Доломиты. Предпочли съёмки по местоположению, а синие экраны использовались редко. Это первый фильм франшизы с динозаврами в снежной среде. Некоторые сцены, действие которых происходит в Сьерра-Неваде, были сняты в Британской Колумбии во время снежной зимы. Мерритт был среди мест в Британской Колумбии, который включал в себя его деловую часть и лесоматериалы. В ранней сцене Оуэн и другие едут на лошадях, чтобы вывести группу паразауролофов. В течение многих лет Треворроу хотел представить такую сцену (также снятую в Британской Колумбии). На неё повлияли фильм «Долина Гванги» и фильмы жанра вестерн 1960-х и 1970-х годов, в снежных пейзажах.

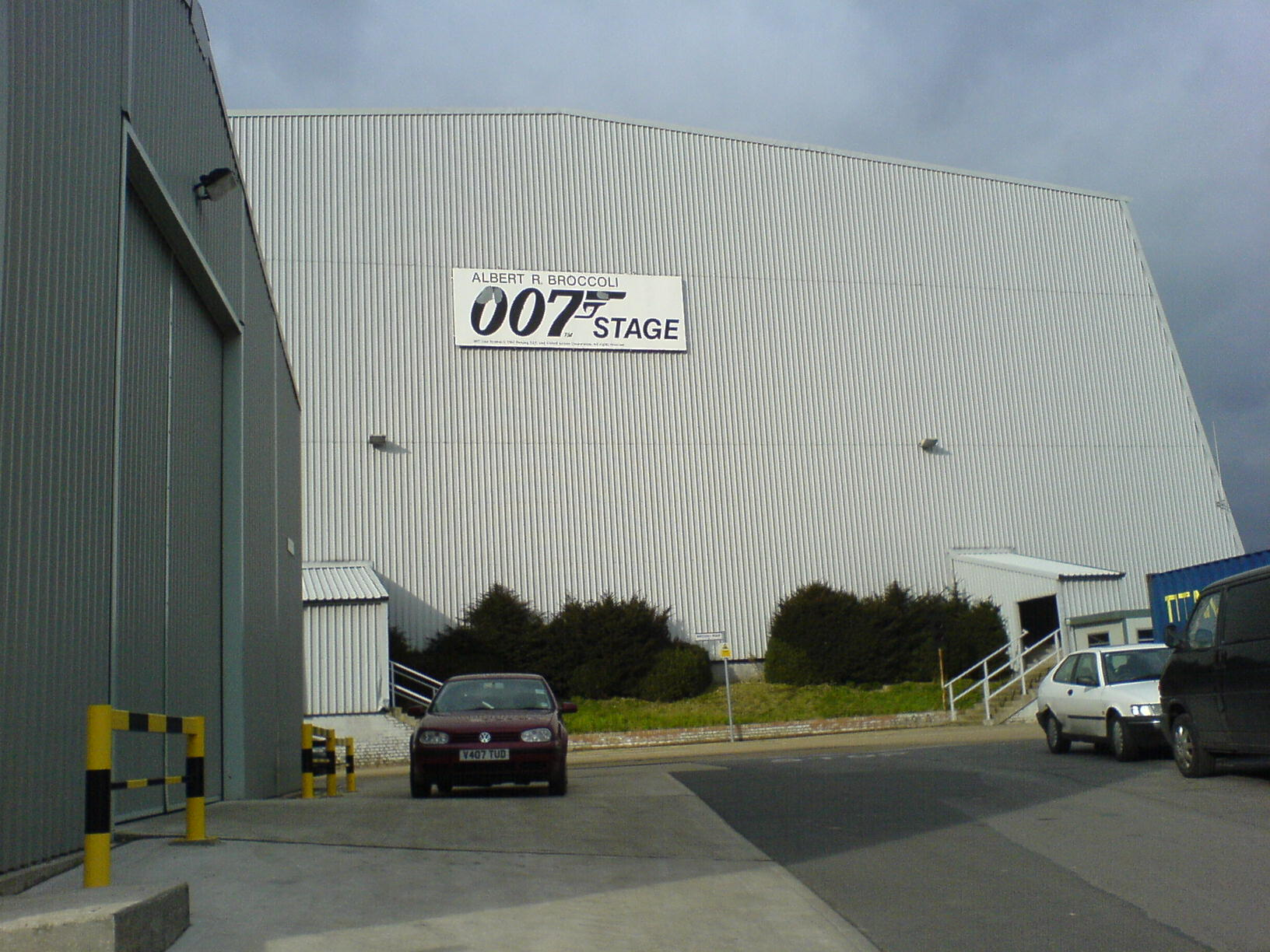
В местах съёмок была сцена 007 в Pinewood Studios

Съемки в Pinewood Studios также были на сцене 007, где были собраны большие декорации. Всего для фильма было построено 112 декорации, включая чёрный рынок. Другой декорацией был интерьер грузового самолёта Кайлы C-119, для съёмок снаружи был использован миниатюрный самолёт.
Другими местами съёмок в Англии была Hawley Common, где была снята часть предыдущего фильма. Съемки в Hawley Common и Minley Woods велись в течение трёх ночей, а съёмки на вертолёте в последнюю ночь. Эти места были использованы для сцены автокинотеатра с тираннозавром, которая была вырезана из театральной версии фильма. Лес Винтерфолд был использован для некоторых сцен, действие которых происходит в Сьерра-Неваде, включая хижину Оуэна и Клэр. Ещё одна сцена была снята на ферме недалеко от Эйлсбери, используемой в качестве техасской фермы, где Элли Сэттлер расследует вспышку саранчи.
Для штаб-квартиры Biosyn были использованы несколько мест, включая Школу государственного управления Блаватника и Колледж Вульфсона (оба — части Оксфордского университета). Лекционный зал в Вульфсоне использовался для сцены, представляющей Малкольма. Чёрный парк, прилегающий к Pinewood Studios, был использован для экстерьера Biosyn вместе с двумя местами Британской Колумбии: Соборная роща и город Сквомиш. Швейцарская плотина Grande Dixence и окружающие её горы были отсканированы в цифровом виде в зимнее время и воссозданы в фильме как замороженная плотина Biosyn. Разбившийся самолёт Кайлы в замёрзшем озере был экстерьером в Pinewood, горы на заднем плане были добавлены синими экранами. Горы Доломитов также были отсканированы и добавлены в фильм. Лабораторию саранчи Biosyn Доджсон поджигает. Треворроу планировал использовать спецэффекты для пожара, но согласился сжечь декорацию по предложению супервайзера по спецэффектам Пола Корбоулда. Лабораторию снимали восемь или девять камер, когда она горела.
Съемки на Мальте проходили в Валлетте. Мальта была выбрана в качестве места съёмок после того, как кинокомиссия страны представила финансовые стимулы в апреле 2019 года в надежде привлечь проект в этот район. Треворроу также выбрал её, потому что хотел увидеть «динозавров вокруг старых камней, вокруг чего-то древнего для нас, просто чтобы проиллюстрировать, насколько эти вещи более древние». Поскольку Прэтт и Ховард не могли поехать на Мальту, сцены былисняты с каскадёрами, а их лица были добавлены в цифровом виде во время постпроизводства. Улицы Валлетты были отсканированы с помощью лидара, что позволило Прэтту и Ховард действовать против синего экрана города.
В сцене погони в Валлетте стая атроцирапторов преследует Клэр по крышам, в то время как Оуэн убегает от динозавров на мотоцикле. Треворроу был вдохновлён сценой автомобильной погони в фильме «Ронин». Съёмки погони за Валлеттой были сложными и требовали одновременной съёмки до девяти камер. Треворроу и Брэдли тесно сотрудничали над разработкой сцены. Прэтт снял свою часть погони в британской студии синего экрана, катаясь на велотренажёре на беговой дорожке. Сцена автомобильной аварии была снята в городе Флориана. Меллиха изображала часть раскопок Гранта в штате Юта.

### Доисторические животные
В фильме 35 видов доисторических животных. В фильме использовались 18 аниматронных динозавров различных размеров, больше, чем в предыдущих фильмах «Мир юрского периода». Они были созданы дизайнером Джоном Ноланом. Также использовались частичная аниматроника и куклы. Как и предыдущие фильмы, над CGI-версиями животных работала Industrial Light & Magic. Аниматроники и куклы использовались для крупного плана с людьми, а CGI использовалась для определённых движений. ILM отсканировала миниатюрные глиняные макеты каждого динозавра, чтобы создать цифровую версию, которая затем была передана команде Нолана для создания динозавров.
К фильму вернулся палеонтолог Джек Хорнер, давний советник серии. Палеонтолог Стив Брусатти также был консультантом. Треворроу хотел найти баланс между реализмом и «потрясающе-страшным фильмом». В «Парке юрского периода III» были представлены хохлатые велоцирапторы, но в «Господстве» (и его пятиминутном прологе) впервые появляются оперённые динозавры. В сюжетной линии предыдущих фильмов динозавры были созданы InGen и частично спроектированы с ДНК лягушки, чтобы объяснить неточности в их внешнем виде. В «Господстве» пернатые динозавры представлены с помощью передовых методов Biosyn и заявлены как чистокровные животные, пусть и с приданием вымышленных черт внешности и повадок. Пирораптор и теризинозавр входят в число пернатых динозавров, представленных в фильме, а также пернатый тираннозавр в прологе. Нолан и ILM провели исследование, чтобы точно сымитировать перья. Треворроу хотел, чтобы встреча теризинозавра с Клэр была «тихой и напряжённой» сценой, более похожей на оригинальный «Парк юрского периода», чем на экшн-сцены из трилогии «Мир юрского периода». Он отметил, что у Клэр «никогда не было даже одной сцены, где она была одна с динозавром».
Животным-антагонистом в фильме является гиганотозавр, которого Треворроу сохранил для последней части трилогии, создав соперничество с тираннозавром из предыдущих фильмов. Он сказал о гиганотозавре: «Я хотел что-то похожее на Джокера. Он просто хочет смотреть, как горит мир». Схватка между динозаврами была написана Треворроу; он снимал её в основном с точки зрения людей, надеясь, что это «сделает ощущение, что это происходит с тобой на самом деле». Был создан аниматронный гиганотозавр, который, по словам Нолана, был «вероятно, самой большой проблемой» для его команды. Ожидалось, что на строительство динозавра уйдут шесть месяцев, но у его команды было всего около четырёх месяцев, чтобы закончить его. Треворроу хотел повторно использовать аниматроник, созданный для второго фильма, для тираннозавра, но он устарел.
Диметродон, синапсид, который существовал до динозавров, также появляется в фильме. Хотя животное получило значительную известность в массовой культуре и появлялось в товарах франшизы на протяжении многих лет, «Господство» было его дебютом в кино. Ещё один новый динозавр — атроцираптор, которого Треворроу описал как жестокого по сравнению с велоцирапторами. Динозавры-гибриды имели заметные роли в более ранних фильмах «Мир юрского периода», но ни один из них не появляется в «Господстве», потому что Треворроу чувствовал, что концепция «повествовательно прошла своим чередом». Среди возвращающихся динозавров есть дилофозавр: впервые появившийся со времён оригинального фильма «Парк юрского периода». Как и в первом фильме, CGI не использовалась для создания дилофозавра (единственного динозавра в фильме без цифровой модели). Нолан создал аниматронную саранчу 76 сантиметров в длину.
Супервайзер по спецэффектам ILM, Дэвид Викери, похвалил вторую работу Брэдли на Мальте, назвав её «очень быстрой, очень шаткой, очень бешеной, с большой энергией», но также сказал, что такой стиль «идёт против всего, что вы пытаетесь сделать в визуальных эффектах». Говоря далее о сцене в Мальте, он отметил, что «животных средь бела дня и прямых солнечных лучей очень трудно сделать».

### Постпроизводство
После окончания съёмок Треворроу работал над постпроизводством в переоборудованном сарае за своим домом в Великобритании. Дата выхода фильма была перенесега на год из-за пандемии, что дало Треворроу время для работы над визуальными эффектами, звуковым микшированием и музыкой как отдельными процессами (в отличие от большинства фильмов). Когда визуальные эффекты были почти готовы, он показал почти законченный фильм друзьям и поклонникам «Парка юрского периода», чтобы получить обратную связь и внести улучшения. Треворроу сказал, что на этот раз это был «гораздо более сложный процесс с аудиторией».
Фильм был завершен 6 ноября 2021 года. С продолжительностью 2 часа и 26 минут, это самый длинный фильм в серии «Парк юрского периода». Изначально длительность составила 2 часа и 40 минут, что вызвало беспокойство у студии по поводу того, будут ли зрители смотреть такой длинный фильм во время пандемии. Затем Треворроу работал над сокращением театрального версии до 2+1⁄2 часов, хотя он выразил заинтересованность в выпуске режиссёрской версии с удалёнными сценами.
Былоли удалено около 14 минут, включая пять минут, которые были выпущены онлайн как пролог. Другими удалёнными сценами являются драка овираптора и листрозавра на чёрном рынке и двухминутное противостояние между Рамзи и Доджсоном. Релиз на видео включает расширенную версию с восстановленными удалёнными сценами; Треворроу предпочёл расширенную версию, поскольку это его оригинальное видение фильма.

## Музыка
Музыкальное сопровождение к фильму было написано Майклом Джаккино, композитором предыдущих частей «Мира юрского периода». Партитура записывалась в мае 2021 года на британской студии Abbey Road Studios в течение 10 дней.

## Маркетинг
Пятиминутный пролог фильма был показан в июне 2021 года с IMAX-показами фильма «Форсаж 9». Треворроу намеревался, чтобы сцена была первыми пятью минутами фильма, прежде чем удалить её из театральной версии. Сцена была размещена в Интернете 23 ноября 2021 года в виде короткометражного фильма и пролога для к фильму. Она также включена в расширенную версию фильма. Пролог, который включает в себя сегмент в меловом периоде, где гиганотозавр убивает тираннозавра в бою, устанавливает основное соперничество фильма между клонированными динозаврами.
Universal сотрудничала с олимпийцами Микаэлой Шиффрин, Нэтаном Ченом и Шоном Уайтом, которые появились в рекламных роликах, продвигающих фильм и Зимних Олимпийских играх 2022. В рекламе каждый спортсмен сталкивается с динозаврами в снежной среде.
Первый трейлер вышел онлайн 10 февраля 2022 года, за четыре месяца до выхода фильма и позже, чем предыдущих фильмов «Мир юрского периода».. Он также транслировался во время Супербоула LVI и получил 86 миллионов просмотров на веб-сайтах социальных медиа в течение 24 часов после того — почти в три раза больше, чем после Супербоула «Мира юрского периода 2». Второй трейлер вышел 28 апреля. Universal создала вселенский веб-сайт для вымышленного «Департамента доисторической дикой природы» за месяц до выхода фильма. На сайте представлены видео и изображения динозавров по всему миру. Контент сайта был создан командой из восьми человек, включая Джека Эвинса, который работал над рекламными веб-сайтами для предыдущих фильмов «Мир юрского периода». На выставке на Трафальгарской площади в Лондоне за несколько недель до выхода фильма был интерактивный рекламный щит с гиганотозавром, который реагировал на людей, проходящих мимо.
Mattel и The Lego Group продали игрушки на основе фильма, как сделали Funko и Tamagotchi. Пакет расширения, привязанный к фильму, был выпущен для игры Jurassic World Evolution 2 незадолго до выхода фильма. Смитсоновский институт выпустил образовательные продукты, основанные на фильме. Barbasol выпустила ограниченную серию банок крема для бритья с дизайнерской работой с динозаврами из фильма. Jeep, несколько автомобилей которой появились в «Господстве», транслировала рекламу на тему динозавров. Среди других рекламных партнеров были CKE Restaurants и Ten Thousand Villages. В целом, Universal потратила на маркетинг 145 миллионов долларов.

## Премьера

### В кинотеатрах
Премьера состоялась 23 мая 2022 года в Мехико, 1 июня начался его показ в Мексике и Южной Корее. В США премьера состоялась 10 июня; изначально премьера была запланирована на 11 июня 2021 года, но была перенесена из-за пандемии. Фильм вышел 16 июня 2022 в кинотеатрах СНГ, кроме России и Белоруссии (из-за санкций, вызванных вторжением России на Украину).

### Выход на видео
14 июля 2022 фильм был выпущен на цифровых носителях и 16 августа на 4K Ultra HD, Blu-ray и DVD. В домашний видеорелиз вошла расширенная версия, общая продолжительность которой составляет 160 минут.
В США театральная и расширенная версии дебютировали на сервисе Peacock 2 сентября 2022 года в рамках 18-месячной сделки, по которой фильм перейдёт на Amazon Prime Video на 10 месяцев, прежде чем вернуться на Peacock на последние четыре месяца. После 18-месячной сделки он будет транслироваться на Starz в рамках лицензионного соглашения Universal Post Pay-One.
В Европе в декабре 2022 года и январе 2023 года состоялась телевизионная премьера фильма на телеканале Sky в Великобритании, Италии и Германии, телеканале Canal+ во Франции и Movistar Plus+ в Испании. Фильм также стал доступен для трансляции на SkyShowtime в Португалии 22 января 2023 года, и был фильмом запуска для службы в Центральной и Восточной Европе 14 февраля 2023 года. 1 января 2023 года фильм вышел на Netflix в Австралии.

## Восприятие

### Кассовые сборы
Фильм заработал 376,9 миллионов долларов в США и Канаде и 626,8 миллионов долларов на других территориях, в общей сложности 1,004 миллиардов долларов, став третьим кассовым фильмом 2022 года. Это был 50-й фильм, сборы которого превзошли миллиард, а также четвёртый фильм франшизы и третий фильм вышедший во время пандемии COVID-19, достигший этой суммы (после фильмов «Человек-паук: Нет пути домой» и «Топ Ган: Мэверик»). Deadline Hollywood рассчитал чистую прибыль фильма в размере 229,7 миллионов долларов, учитывая производственный бюджет, маркетинг, участие актёров и другие расходы; валовые кассовые сборы и доходы от домашних СМИ поставили его на шестое место в своем списке «Самые ценные блокбастеры» 2022 года". Forbes подсчитал, что чистая прибыль Universal составляет 235,5 миллионов долларов.
Ожидалось, что США и Канаде фильм, заработает около 125 миллионов долларов в 4676 кинотеатрах в первый уик-энд. Заработав 59,55 миллионов долларов в первый день (включая 18 миллионов долларов с ночных предпоказов в четверг, чуть ниже 18,5 миллионов долларов в «Мира юрского периода» и выше 15,3 миллионов долларов второго фильма), оценки в выходные дни были увеличены до 142 миллионов долларов. Его дебютные сборы составили 145,1 миллиона долларов, что превысило кассовые сборы. Это был лучший уик-энд для фильма, не связанного с супергероями, во время пандемии, Deadline Hollywood назвал его выступление «удивительным», учитывая негативную реакцию от критиков и посредственные оценки аудитории. Это был четвёртый по величине премьерный уик-энд для фильма Universal, после двух его предшественников и фильма «Форсаж 7». Когда он вышел, фильм занял третье место по количеству экранов среди всех фильмов, после фильмов «Король Лев» (2019) и «Топ Ган: Мэверик». Фильм заработал 59,2 миллиона долларов во второй уик-энд (сборы снизились на 59 %), опередив мультфильм «Базз Лайтер», оставшись на первом месте. В свой третий уик-энд он заработал 26,7 миллиона долларов и занял третье место после фильмов «Элвис» и «Топ Ган: Мэверик». Он завершил прокат, став пятым кассовым фильмом 2022 года в этом регионе.
За пределами США и Канады фильм заработал 55,7 миллиона долларов на 15 рынках и 178 миллионов долларов на 72 рынках во второй уик-энд. Он заработал 76,1 миллиона долларов в третий уик-энд (лидируя в прокате в странах, испытывающих волны жары, таких как Великобритания, Франция и Германия), и ещё 43 миллиона долларов в четвёртый. К пятому уик-энду это был четвёртый голливудский фильм с начала пандемии, который прошёл отметку в 800 миллионов долларов. Мировая прибыль IMAX к 2 октября 2022 года составила 53,5 миллиона долларов, а основные рынки — Китай (157,6 миллиона долларов), Япония (46 миллионов долларов), Мексика (43 миллиона долларов), Великобритания (42,9 миллиона долларов) и Франция (29,5 миллиона долларов).

### Критика
На агрегаторе рецензий Rotten Tomatoes «рейтинг свежести» фильма составляет 29 % со средней оценкой 4,8 из 10 на основе 395 отзывов. Консенсус критиков гласит: «„Мир юрского периода: Господство“ может быть немного лучше своих непосредственных предшественников, но эта франшиза проделала долгий путь вниз от своего классического начала». На сайте Metacritic средневзвешенная оценка ленты составляет 38 из 100 на основе 48 рецензий, что означает «в целом неблагоприятные отзывы». Это фильм серии с самым низким рейтингом на обоих сайтах. Аудитория, опрошенная CinemaScore, поставила фильму среднюю оценку «A-» по шкале от A + до F, в то время как PostTrak сообщил, что кинозрители дали ему 73 % общей положительной оценки, при этом 57 % сказали, что они определённо рекомендовали бы его.
Майкл Филлипс из Chicago Tribune дал фильму 2 звезды из 4, охарактеризовав «Господство» как самую слабую часть франшизы, критикуя его диалоги и назвав Оуэна и Клэр «тонко задуманными». Дэвид Феар из Rolling Stone написал, что по сравнению с оригинальным «Парком юрского периода», «„Господство“ в лучшем случае ощущается как договорное обязательство, а в худшем случае попытка D.O.A. выжать последний выпад из уже истощённого бренда». По словам Variety, "Из трёх фильмов «Мир юрского периода» «Господство» является наименее глупым и самым интересным. Но это мало что говорит. Эти человеческие персонажи цикла, «останавливающиеся, чтобы спросить, должны ли они», никогда не были особенно интересны, и почему мы должны доверять Треворроу, чтобы внезапно сделать их такими?". Линда Маррик из The Jewish Chronicle дала фильму 2 звезды из 5 и написала: «В целом, и за некоторыми хорошими выступлениями, „Господство“ провалилось почти во всех отношениях, рассказывая сюжет, который слишком нелеп даже для франшизы, которая требовала, чтобы мы приостановили неверие в течение последних 3 десятилетий».
Марк Фини из The Boston Globe Написал: «В фильме есть свои моменты, и CGI действительно сказочная, но этот раунд кажется довольно усталым. Это также слишком долго, и большая часть этого темпа несколько … неторопливо? … мода». Кэти Уолш из Tribune News Service похвалила выступления новичков ДеВанды Уайз и Мамуду Ати и назвала сцену погони на мотоцикле «лучшим и самым инновационным произведением фильма», но назвала «Господство» «не совсем удовлетворительным, в котором не хватает настоящего саспенса, напряжения и захватывающего зрелища, которое Спилберг так легко освоил в первом „Парке юрского периода“, кинематографическом максимуме, которого мы будем преследовать вечно».
Реакция на возвращение Гранта, Малкольма и Сэттлер была особенно поляризованной. Билдж Эбири из Vulture.com написал: «Хотя, конечно, приятно видеть, как Дерн, Нил и Голдблюм снова играют этих людей, было бы приятнее, если бы сценарий дал им хорошо написанный диалог или поместил их в интересные ситуации». Мэгги Бокчелла из Collider похвалила их игру, но также критиковала сценарий. Она заявила, что троица «чувствует себя бесцельными дополнениями в последнюю минуту, как будто их присутствие служит только для того, чтобы напомнить аудитории о том, как хорошо всё было раньше». Иэн Фрир из Empire похвалил их возвращение, заявив, что это «обеспечит резкий контраст» с Оуэном и Клэр, «относительно бесцветными героями более поздней трилогии». Кристи Пучко из Mashable чувствовала, что троице было дано мало чем заняться в фильме. По словам Джонни Олексинского из New York Post, «Вы бы подумали, что было бы ностальгически снова увидеть Дерн, Нила и Джеффа Голдблюма вместе, но все они ведут себя как старые туманы, и они написаны так, чтобы звучать как идиоты». Зои Джордан из Screen Rant сказал, что фильм «подрывает уникальные характеристики, которые определяют» троицу. Дэвид Кроу из Den of Geek похвалил романтическое воссоединение Гранта и Сеттлер.
Несколько критиков также критиковали подсюжет саранчи. Чейз Хатчинсон из Collider написал: «Если вы ожидали сюжета, который на самом деле боролся с тем, какое влияние динозавры окажует на мир, то вас ждет большое разочарование». Джон Сквайрс из Bloody Disgusting заявил, что «Господство» «принимает странное решение обойти проблему, представленную в последние моменты второго фильма, вместо этого переходя на четыре года» и поднимаясь в мир, где динозавры «немного больше, чем незначительная неприятность» для людей. Кимберли Терасаки из The Mary Sue заявила, что «самой большой угрозой для мира были не динозавры, а технологии и корпорации, которые их создали». Объясняя своё решение показать саранчу, Треворроу сказал, что он «хочет снять фильм о силе генетики и её последствиях».
Расширенная версия получила более положительные отзывы. Саманта Коли из Collider похвалила её за добавление глубины сюжета и исправление «некоторых неуклюжих проблем с монтажом». Джон Оркиола из Screen Rant похвалил расширенную версию за восстановление сцены пролога и других моментов персонажей. Джесси Хассенгер из Polygon рекомендовал расширенную версию, но заявил, что дополнительные сцены «играют на сильных и слабых сторонах фильма — то есть динозавры весёлые, а человеческие вещи немного полузадние».
О негативных отзывах Голдблюм сказал: «Я так хорошо провёл время. Мне нравилось работать над этим, и мне нравилось пытаться сделать это хорошо. Я думаю, что была продана куча билетов. Но, знаете… [смеется] У каждого есть своё мнение об этом. Трудно снять хороший фильм».

### Награды и номинации
| Премия                                       | Дата церемонии  | Категория                                                              | Получатель(и)                                                               | Результат | Примечания      |
| -------------------------------------------- | --------------- | ---------------------------------------------------------------------- | --------------------------------------------------------------------------- | --------- | --------------- |
| Сатурн                                       | 25 октября 2022 | Лучший научно-фантастический фильм                                     | «Мир юрского периода: Господство»                                           | Номинация | [ 299 ] [ 300 ] |
| Сатурн                                       | 25 октября 2022 | Лучшие спецэффекты                                                     | Дэвид Викери                                                                | Номинация | [ 299 ] [ 300 ] |
| Китайский кинофестиваль американских фильмов | 8 ноября 2022   | Самый популярный американский фильм в Китае                            | «Мир юрского периода: Господство»                                           | Победа    | [ 301 ]         |
| People’s Choice Awards                       | 6 декабря 2022  | Фильм 2022 года                                                        | «Мир юрского периода: Господство»                                           | Номинация | [ 302 ]         |
| People’s Choice Awards                       | 6 декабря 2022  | Боевик 2022 года                                                       | «Мир юрского периода: Господство»                                           | Номинация | [ 302 ]         |
| People’s Choice Awards                       | 6 декабря 2022  | Male Movie Star of 2022                                                | Крис Прэтт                                                                  | Номинация | [ 302 ]         |
| People’s Choice Awards                       | 6 декабря 2022  | Звезда боевика 2022 года                                               | Крис Прэтт                                                                  | Номинация | [ 302 ]         |
| Visual Effects Society Awards                | 15 февраля 2023 | Выдающиеся визуальные эффекты в фотореалистичном полнометражном фильме | Дэвид Викери, Энн Подлозный, Анс Рубинчик, Дэн Снейп, Пол Корбоулд          | Номинация | [ 303 ]         |
| Visual Effects Society Awards                | 15 февраля 2023 | Выдающаяся созданная среда в фотореалистичность полнометражном фильме  | Стив Эллис, Стив Харди, Томас Долен, Джон Серу (Долина Biosyn)              | Номинация | [ 303 ]         |
| Энни                                         | 25 февраля 2023 | Выдающееся достижение в анимации персонажей в игровом фильме           | Дженс Рубинчик, Александр Ли, Рич Бентли, Антуан Верни Кэррон, Салли Уилсон | Номинация | [ 304 ]         |
| Kids’ Choice Awards                          | 4 марта 2023    | Любимый фильм                                                          | «Мир юрского периода: Господство»                                           | Номинация | [ 305 ]         |
| Kids’ Choice Awards                          | 4 марта 2023    | Любимый актёр                                                          | Крис Прэтт                                                                  | Номинация | [ 305 ]         |
| Золотая малина                               | 11 марта 2023   | Худшая женская роль                                                    | Брайс Даллас Ховард                                                         | Номинация | [ 306 ]         |
| Золотая малина                               | 11 марта 2023   | Худший приквел, сиквел, ремейк или плагиат                             | «Мир юрского периода: Господство»                                           | Номинация | [ 306 ]         |
| Золотая малина                               | 11 марта 2023   | Худший сценарий                                                        | Эмили Кармайкл, Колин Треворроу и Дерек Коннолли                            | Номинация | [ 306 ]         |

## Будущее
В мае 2020 года Фрэнк Маршалл поделился, что «Мир юрского периода: Господство» не будет последним фильмом франшизы, и что он ознаменует «начало новой эры», в которой люди должны приспосабливаться к жизни среди динозавров. В январе 2022 года он сказал: «Мы сядем и посмотрим, что будет в будущем».
В январе 2024 года The Hollywood Reporter сообщил, что на ранней стадии разработки находится новый фильм «Мира юрского периода». Дэвид Кепп, сценарист первых двух фильмов, напишет сценарий, а Фрэнк Маршалл, Патрик Кроули и Стивен Спилберг возвращаются в качестве продюсеров. Сэм Нилл, Лора Дерн, Джефф Голдблюм, Крис Прэтт и Брайс Даллас Ховард, как ожидается, не вернутся, поскольку студия предпочитает свежий взгляд на франшизу. К концу февраля фильм получил название «Город юрского периода». В марте Ник Робинсон выразил заинтересованность в возвращении к роли Зака Митчелла из «Мира юрского периода».
В феврале 2024 года Universal запланировала выход фильма на 2 июля 2025 года. Дэвид Литч обсуждал возможность постановки фильма, но в конечном итоге отказался от проекта из-за творческих разногласий. Несколько недель спустя Гарет Эдвардс подписал контракт на режиссуру.